# Mistrovství Československa v atletice 1962
Mistrovství Československa mužů a žen v atletice 1962 v kategoriích mužů a žen se konalo 14. července a 15. července v Ostravě. 

## Medailisté

### Muži
| Soutěž                               | Zlato                                                                  | Stříbro                                                                             | Bronz                                                                       |
| 100 m                                | Vilém Mandlík 10.7                                                     | František Mikluščák 10.7                                                            | Petr Uhlíř 10.8                                                             |
| 200 m                                | Vilém Mandlík 21.6                                                     | Josef Trousil 22.0                                                                  | Josef Votrubec 22.1                                                         |
| 400 m                                | Josef Trousil 46.9                                                     | Viliam Nedeljak 48.0                                                                | Zdeněk Váňa 48.4                                                            |
| 800 m                                | Josef Odložil 1:51.0                                                   | Jaromír Šlégr 1:51.1                                                                | Jan Kasal 1:51.2                                                            |
| 1500 m                               | Tomáš Salinger 3:46.6                                                  | Miroslav Jůza 3:49.8                                                                | Petr Hellmich 3:50.2                                                        |
| 5000 m                               | Miroslav Jurek 14:06.4                                                 | Josef Tomáš 14:13.6                                                                 | Jaroslav Bohatý 14:43.2                                                     |
| 10 000 m                             | Pavel Kantorek 30:18.0                                                 | Štefan Tejbus 30:19.4                                                               | Václav Chudomel 30:20.4                                                     |
| 110 m př.                            | Jiří Černošek 14.8                                                     | Ivan Čierny 14.8                                                                    | Milan Čečman 14.9                                                           |
| 200 m př.                            | Milan Čečman 24.4                                                      | Jiří Černošek 24.5                                                                  | Peter Zahradník 24.8                                                        |
| 400 m př.                            | František Mandlík 53.7                                                 | Miroslav Jareš 54.5                                                                 | Milan Trčka 54.7                                                            |
| 3000 m př.                           | Bohumír Zháňal 8:46.4                                                  | Karel Szotkowski 9:04.8                                                             | Vojtěch Hec 9:17.4                                                          |
| 4 × 100 m                            | Pavel Kilián Pavel Chaloupka Vilém Mandlík Petr Uhlíř Dukla Praha 41.9 | Anton Keresteš František Mikluščák Jozef Žilinka Peter Zahradník Slávia Košice 42.4 | Karel Řehák Josef Trousil Josef Bílek Josef Votrubec RH Praha 42.6          |
| 4 × 400 m                            | Pavel Vitouš Jiří Jirgl Josef Trousil Jaromír Šlégr RH Praha 3:12.6    | František Ortman Jaroslav Jirásek Zdeněk Váňa Zdeněk Matějka Dukla Praha 3:14.5     | František Ptáček Ivo Rojko Tomáš Jungwirth Jan Kasal Slavia Praha VŠ 3:19.0 |
| Skok do výšky                        | Zdeněk Matějka 195                                                     | Petr Elbogen 190                                                                    | Leoš Pokluda 190                                                            |
| Skok o tyči                          | Rudolf Tomášek 435                                                     | Jiří Trmal 435                                                                      | Jindřich Paták 435                                                          |
| Skok daleký                          | Štefan Molnár 715                                                      | Ján Solčány 709                                                                     | Jan Netopilík 701                                                           |
| Trojskok                             | Vlastimil Kálecký15.14                                                 | František Křupala 15.09                                                             | Zdeněk Veverka 14.80                                                        |
| Vrh koulí                            | Jiří Skobla 17.95                                                      | Jaroslav Folkman 17.61                                                              | Jaroslav Šmíd 17.04                                                         |
| Hod diskem                           | Ladislav Petrovič 53.77                                                | Ludvík Daněk 53.53                                                                  | Zdeněk Němec 52.87                                                          |
| Hod kladivem                         | Josef Málek 63.56                                                      | Josef Matoušek 63.23                                                                | Karel Kunst 60.67                                                           |
| Hod oštěpem                          | Miloš Vojtek 69.69                                                     | Vladimír Poskočil 68.14                                                             | Josef Dušátko 66.51                                                         |
| 20 km chůze                          | Alexander Bílek 1:32:30.2                                              | Ladislav Moc 1:34:40.6                                                              | Vladimír Kánský 1:35:44.8                                                   |
| Desetiboj Gottwaldov 11. – 12.8.1962 | Pavel Kurfürst 6121 bodů                                               | Josef Skořepa 5737 bodů                                                             | Stanislav Hurtoň 5641 bodů                                                  |

### Ženy
| Soutěž                             | Zlato                                                                         | Stříbro                                                                    | Bronz                                                                                    |
| 100 m                              | Vlasta Přikrylová 12.0                                                        | Alena Stolzová 12.2                                                        | Eva Lehocká 12.3                                                                         |
| 200 m                              | Eva Lehocká 25.3                                                              | Helena Pečánková 25.8                                                      | Libuše Králíčková 25.8                                                                   |
| 400 m                              | Jiřina Soldátová 56.6                                                         | Libuše Králíčková 56.7                                                     | Renata Prokopová 57.8                                                                    |
| 800 m                              | Dobroslava Žáková 2:16.4                                                      | Jaroslava Jehličková 2:16.6                                                | Jarmila Popelková 2:16.8                                                                 |
| 80 m př.                           | Alena Stolzová 11.2                                                           | Vlasta Vlachová-Bubíková 11.3                                              | Alena Schusterová 11.5                                                                   |
| 4 × 100 m                          | Vlasta Přikrylová Alena Stolzová Anna Zábršová Helena Pečánková RH Praha 47.8 | Eva Seidlová Magda Seigová Marta Ullmanová Jiřina Soldátová ČKD Praha 49.0 | Danuše Vandrolová Renata Prokopová Marta Martináková Gertruda Dudová VŽKG Vítkovice 49.5 |
| Skok do výšky                      | Jana Vítová 160                                                               | Helena Kvasničková 157                                                     | Hana Horálková 157                                                                       |
| Skok daleký                        | Vlasta Přikrylová 589                                                         | Jiřina Juroszková 570                                                      | Olga Fomenková 564                                                                       |
| Vrh koulí                          | Věra Matrasová 14.53                                                          | Ludmila Jamborová 14.32                                                    | Jiřina Němcová13.63                                                                      |
| Hod diskem                         | Jiřina Němcová 52.87                                                          | Štěpánka Mertová 51.42                                                     | Marie Šimánková 50.39                                                                    |
| Hod oštěpem                        | Anna Linhartová 48.96                                                         | Vlasta Hrbková-Pešková 48.46                                               | Věra Valášková 46.17                                                                     |
| Pětiboj Gottwaldov 11. – 12.8.1962 | Olga Fomenková 4264 bodů                                                      | Jana Vítová 3958 bodů                                                      | Libuše Hanzelová 3882 bodů                                                               |